# تنظيم المقاتلين من أجل الإسلام في أفغانستان
تنظيم المقاتلين من أجل الإسلام في أفغانستان (بالفارسية: سازمان مبارزین برای اسلام افغانستان) هي جماعة مجاهدين أفغانية شيعية. حافظ التنظيم على علاقات وثيقة مع تنظيم النصر. بالنسبة لإيران، كان وجود الأفغان على أراضيها بمثابة مصدر إضافي للقوى العاملة. لقد استخدم الاستراتيجيون السياسيون الإيرانيون آلاف الأشخاص المحرومين، سواء من اللاجئين الأفغان في إيران أو في أفغانستان نفسها، لاستغلال وضعهم المزري لتعزيز خطط روح الله الخميني لتصدير الثورة الإسلامية إلى بلدان أخرى.
وتمت قيادة الجماعات الشيعية الأفغانية من مقراتها في المدن الإيرانية على يد زعماء الجماعات، وتم تنفيذ النضال المسلح الرئيسي على أراضي أفغانستان وأدى إلى ظهور فئة خاصة من القادة العسكريين من بين قادة التشكيلات المسلحة الكبيرة داخل البلاد. كان المقر الرئيسي لتنظيم موجودًا في مدينة مشهد، إيران. مثل العديد من الجماعات الشيعية، انضم التنظيم إلى ثمانية طهران في أواخر عام 1987، وفي عام 1989 اندمجت مع مجموعات أخرى لتشكيل حزب الوحدة الإسلامية في أفغانستان.
وكان زعيم التنظيم هو الشيخ مصباح زاده، زعيم هزاري من باميان.